# U 234
U 234 byla oceánská minonosná ponorka německé německá typu XB z období druhé světové války. Jednalo se o jednu z největších ponorek své doby. V roce 1945 byla ponorka vyslána na tajnou misi do Japonska. Přepravovala důležitý náklad včetně dokumentace proudových letounů Messerschmitt Me 262 a 560 kg oxidu uranu. Po kapitulaci Německa se ponorka vzdala Američanům a po válce připadla USA. Roku 1946 byla testována a roku 1947 potopena jako cvičný cíl.

## Stavba

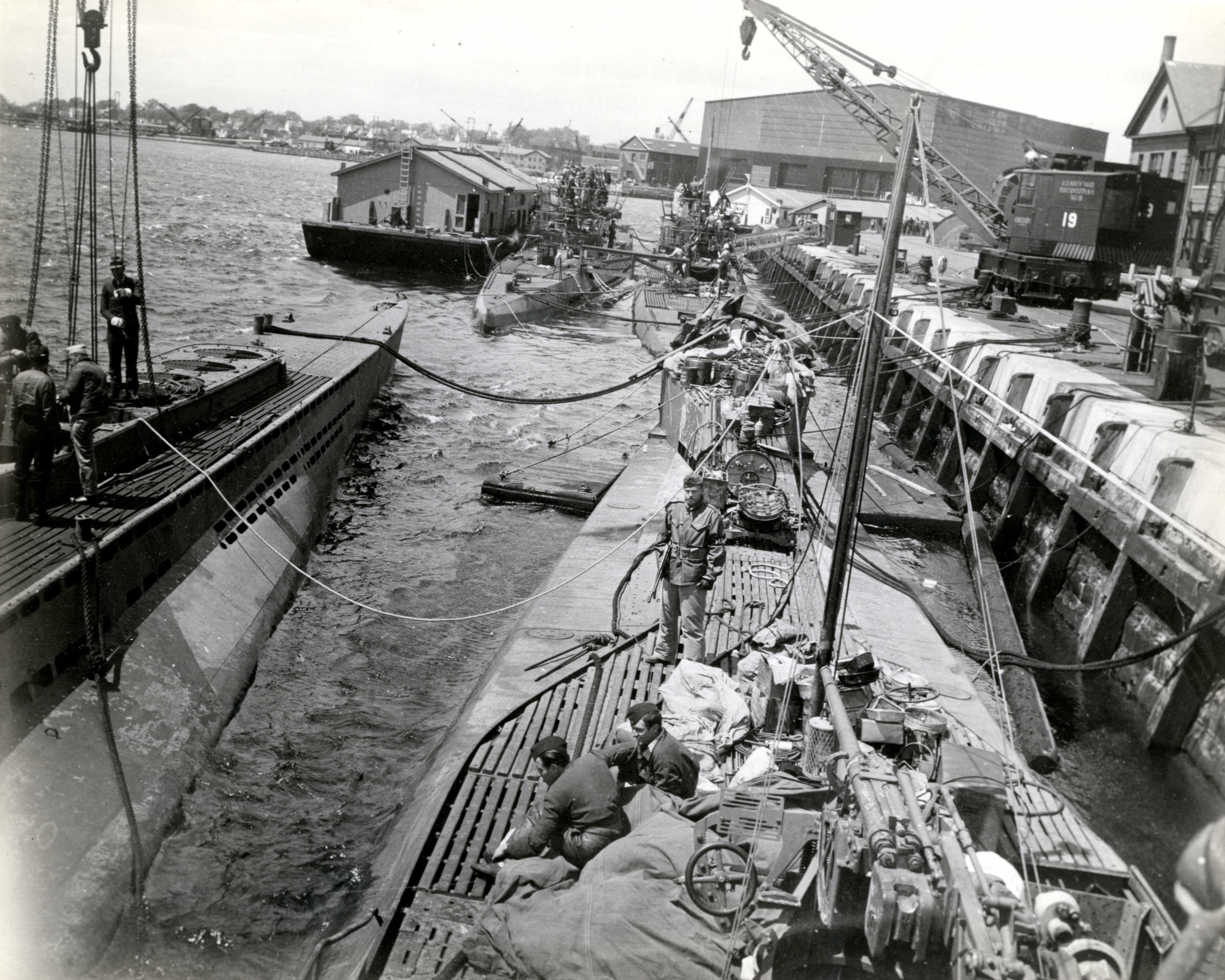
Čtveřice německých ponorek kotvících v Portsmouthu. Vlevo je vidět příď ponorky U 234

Ponorku postavila německá loděnice Germaniawerft v Kielu. Objednána byla 7. prosince 1940. Stavba byla zahájena 1. října 1941, na vodu byla spuštěna 23. prosince 1943 a do služby byla přijata v 2. března 1944. Stavba se protáhla kvůli poškození ponorky při náletu na loděnici v roce 1942.

## Služba

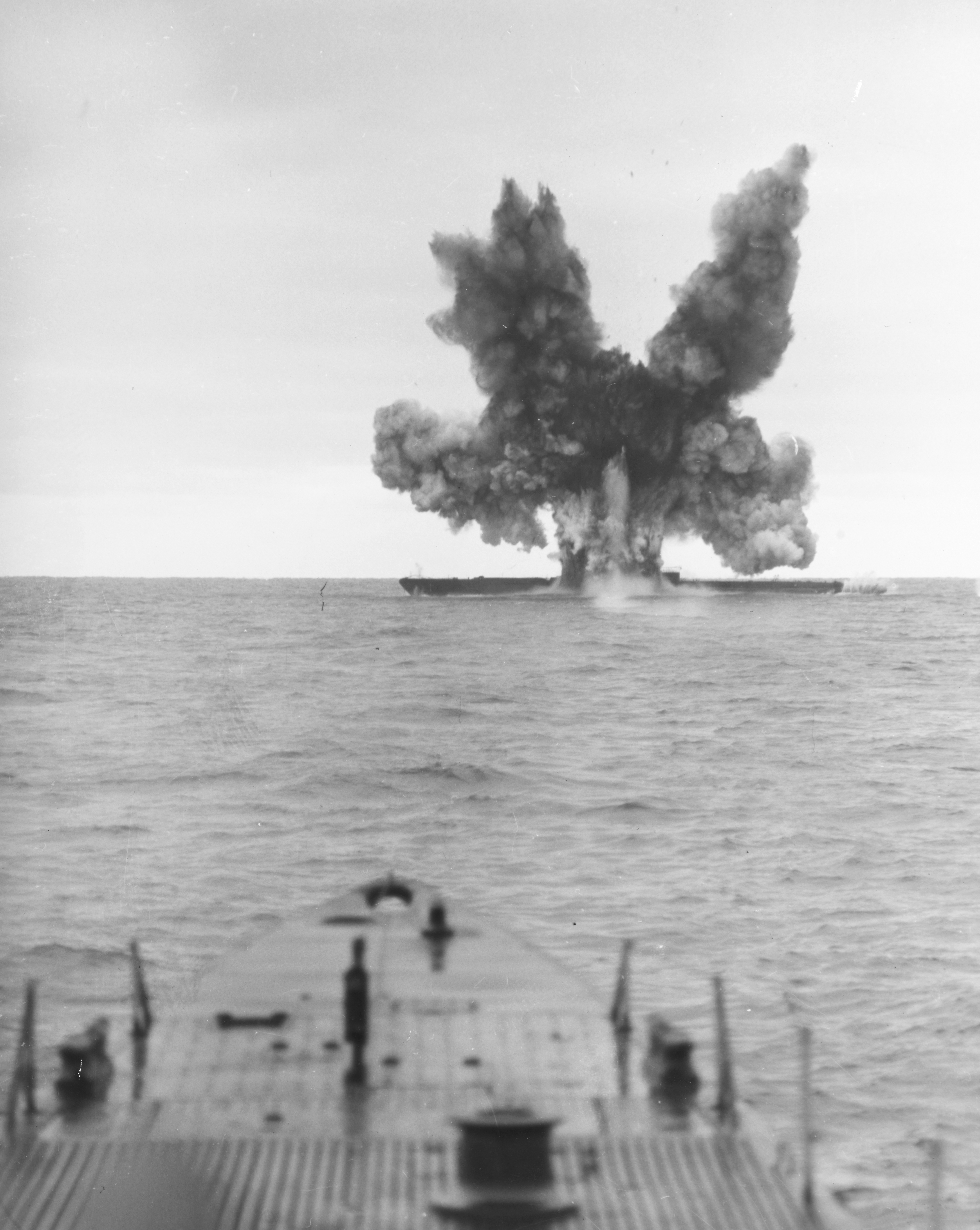
Torpédování ponorky U 234

Počátkem roku 1945 byla ponorka U 234 přestavěna, aby mohla vykonat přísně tajnou misi. Dne 25. března 1945 U 234 vyplula na cestu do Japonska, přičemž po cestě se do 15. dubna 1945 zastavila v norském Kristiansandu. Na palubě se nacházel důležitý náklad nedostatkových surovin, optického skla, dokumentace a přípravky pro výrobu stíhacího letounu Messerschmitt Me 262 (dle některých pramenů byl přepravován přímo Me 262) a 560 kg oxidu uranu. Na palubě bylo také několik německých vědců, pracovníků společnosti Messerschmitt a dva japonští důstojníci, vracející se domů.
O vyplutí ponorky do Japonska byla informována britská rozvědka, neznala však přesné složení celého nákladu. U 234 se podařilo proklouznout do Atlantského oceánu a v době vyhlášení kapitulace Německa se stále nacházela na moři. Když ponorka přijala rozkaz, aby se vzdala, její kapitán Johann-Heinrich Fehler se rozhodl vzdát Američanům a zamířil do USA. Oba Japonci na palubě raději spáchali sebevraždu. Nakonec se ponorka vzdala americkému eskortnímu torpédoborci USS Sutton (DE-771), který ji 19. května 1945 doprovodil do Portsmouthu.
Po válce ponorka v rámci reparací připadla USA. V omezeném rozsahu byla testována. Dne 20. listopadu 1947 byla nepotřebná ponorka U 234 u amerického poloostrova Cape Codu amerického poloostrova Cape Cod jako cvičný cíl potopena americkou ponorkou USS Greenfish (SS-351).